# Esaedro
In geometria solida un esaedro è un poliedro con sei facce.

## Esaedri convessi
Esistono 7 tipi di esaedri convessi: questi sono distinti dalla combinatoria delle loro facce, spigoli e vertici.
| Esaedri con facce quadrilatere. - Facce: 4,4,4,4,4,4 - 8 vertici - 12 spigoli | Piramide pentagonale. - Facce: 5,3,3,3,3,3 - 6 vertici - 10 spigoli | - Facce: 5,4,4,3,3,3 - 7 vertici - 11 spigoli                                                                                      | Pseudocubo. - Facce: 5,5,4,4,3,3 - 8 vertici - 12 spigoli                                                                          |
| Dipiramide triangolare. - Facce: 3,3,3,3,3,3 - 5 vertici - 9 spigoli          | - Facce: 4,4,4,4,3,3 - 7 vertici - 11 spigoli                       | Anticuneo triangolare. Chirale: si presenta in due forme specchiate non equivalenti. - Facce: 4,4,3,3,3,3 - 6 vertici - 10 spigoli | Anticuneo triangolare. Chirale: si presenta in due forme specchiate non equivalenti. - Facce: 4,4,3,3,3,3 - 6 vertici - 10 spigoli |

### Esaedri con facce quadrilaterali
Il tipo più noto di esaedro è quello in cui le facce sono 6 quadrilateri. Ciascuna di queste facce ha una faccia opposta (l'unica non adiacente). Gli spigoli sono 12 ed i vertici 8, ciascuno con valenza 3.

#### Parallelepipedi
Quando le facce opposte sono parallele, il poliedro è chiamato parallelepipedo. Equivalentemente, un parallelepipedo è un esaedro le cui facce sono tutti parallelogrammi. Più in particolare, se le facce sono rettangoli, rombi o quadrati il parallelepipedo è detto rispettivamente parallelepipedo rettangolo, romboedro o cubo.
Il parallelepipedo è l'unico tipo di esaedro che è anche uno zonoedro: infatti i parallelogrammi sono gli unici quadrilateri dotati di un centro di simmetria.

#### Altri solidi
Oltre ai parallelepipedi, fra gli esaedri con facce quadrilaterali vi sono:
- I prismi a basi quadrilatere.
- L'esaedro trapezoidale è un esaedro in cui ogni faccia è un aquilone (un particolare trapezioide). Il trapezoedro con 6 facce è uno di questi solidi.
- Il tronco di piramide quadrato: le basi sono due quadrati di grandezze diverse, e la superficie laterale è formata da quattro trapezi isosceli uguali. Tra questi solidi, alcuni contengono una sfera inscritta: in questi, le diagonali di ciascuna faccia sono perpendicolari. Il raggio della sfera inscritta è pari a {\displaystyle 0,5\times {\sqrt {L_{1}\times L_{2}}}} dove {\displaystyle L_{1}} e {\displaystyle L_{2}} sono le lunghezze dei lati dei due quadrati.

### Esaedri con facce non quadrilaterali
Fra le sei famiglie di esaedri con facce non tutte quadrilaterali, quattro hanno un nome:
- Lo pseudocubo ha lo stesso numero di facce (6), vertici (8) e spigoli (12) del cubo, ma facce di tipo differente (2 triangoli, 2 quadrilateri e 2 pentagoni).
- La piramide pentagonale e la dipiramide triangolare
- L'anticuneo triangolare è un solido simile al cuneo. È l'unico esaedro chirale: non è equivalente alla sua immagine riflessa e si presenta quindi in due versioni non equivalenti.

## Modelli di esaedri

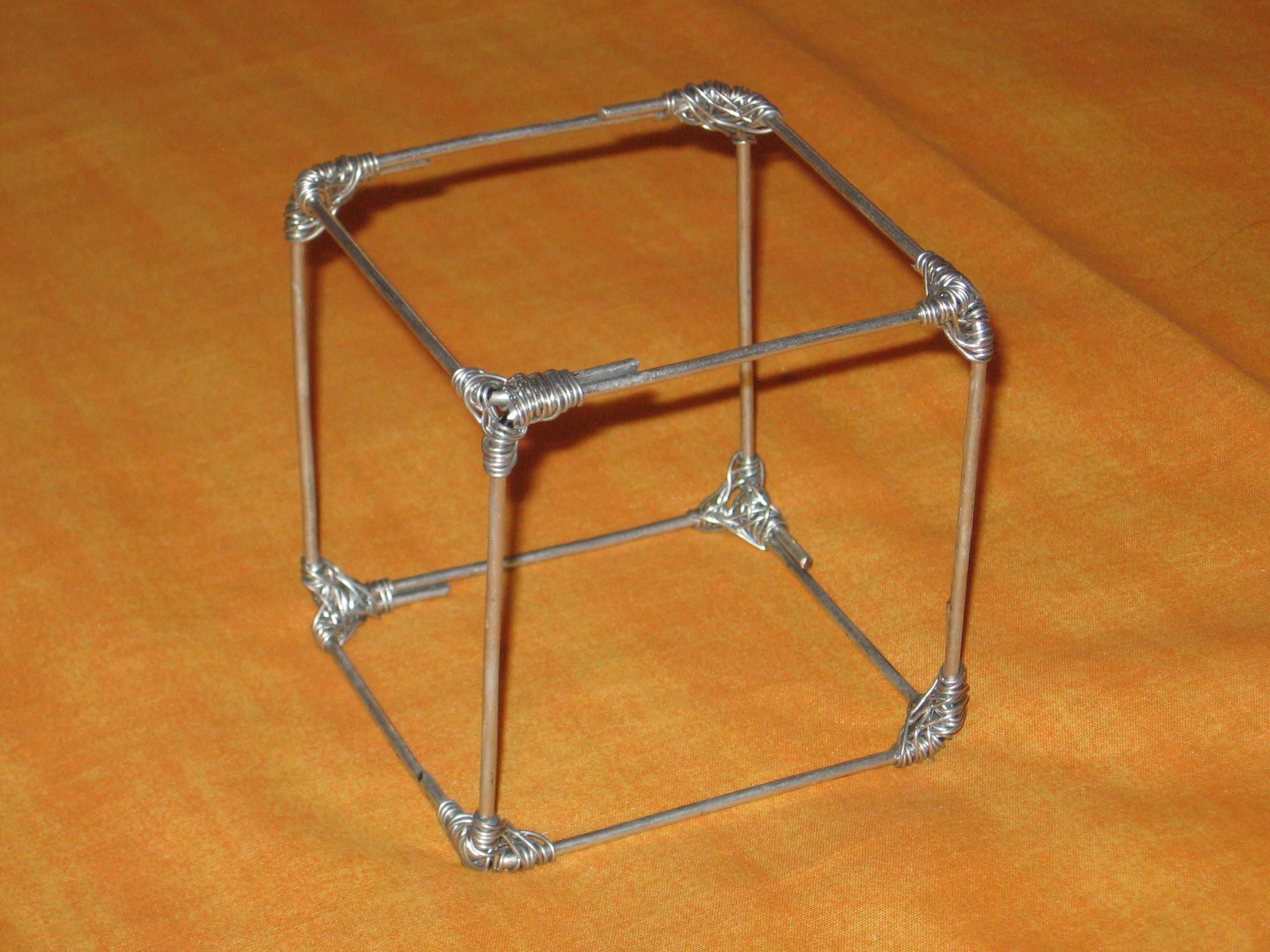
Esaedro regolare = Cubo (6 quadrati)
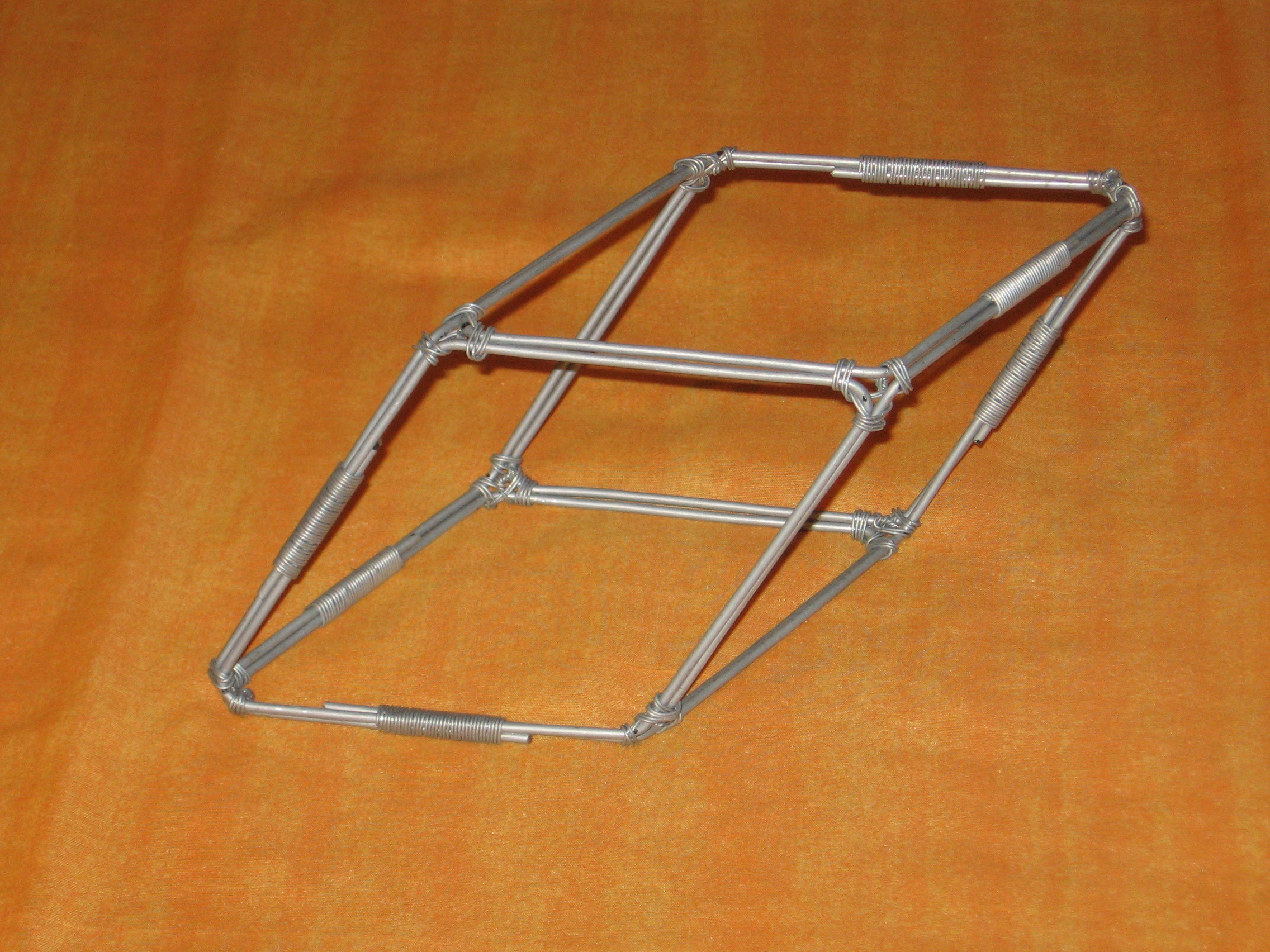
Romboedro (6 rombi uguali)
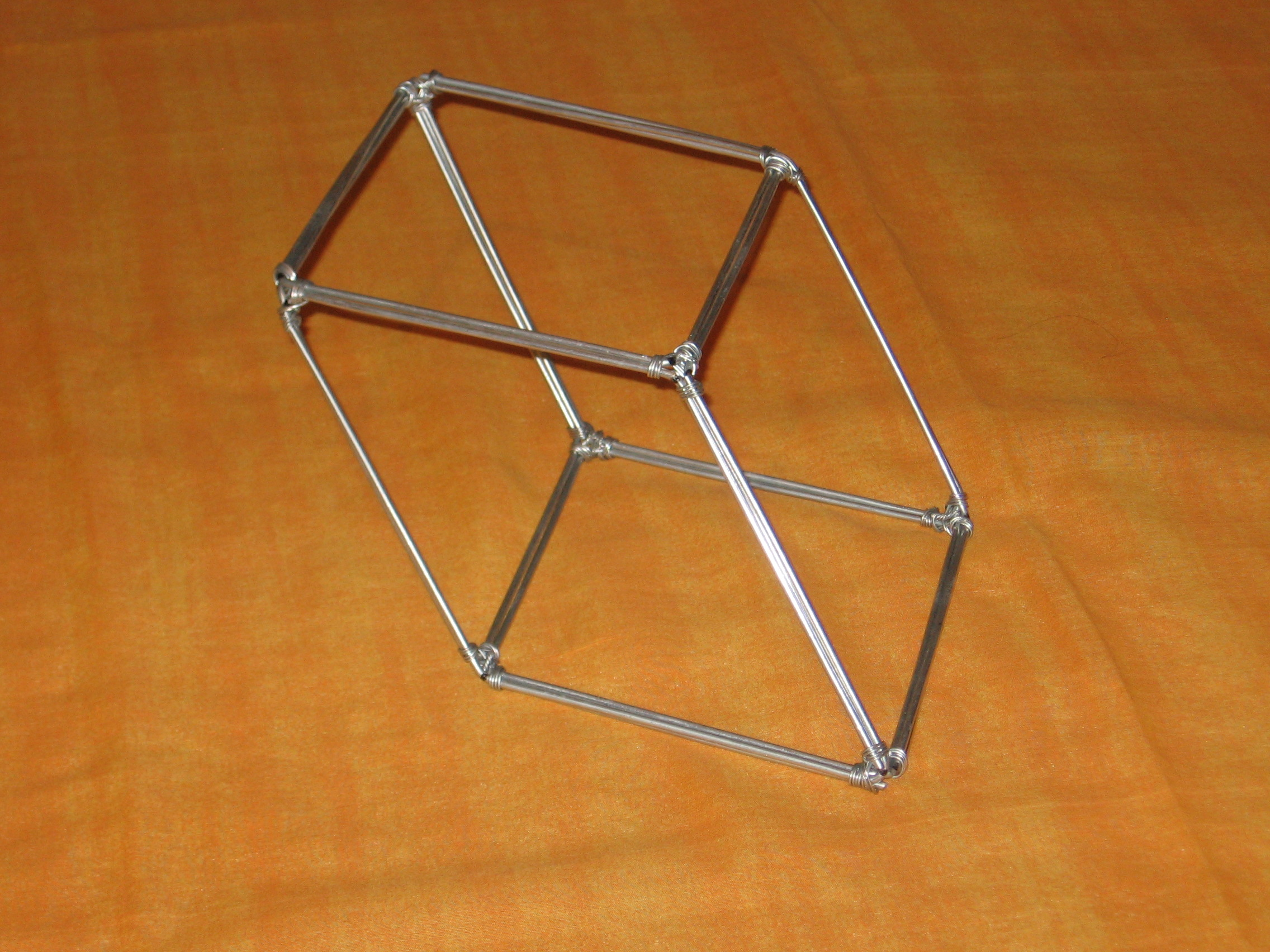
Esaedro rombico (3 coppie di rombi uguali)

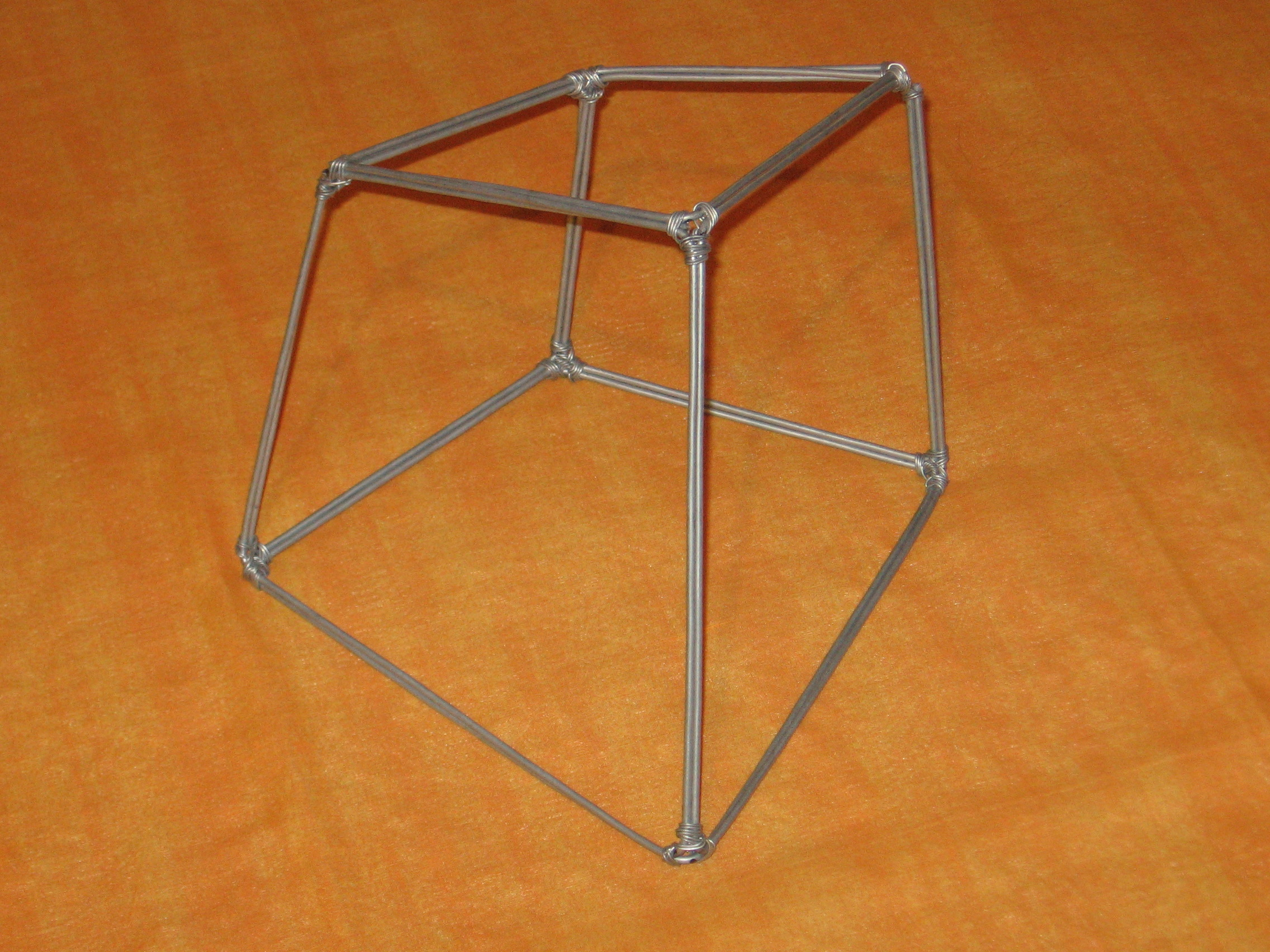
Esaedro trapezoidale sghembo (6 trapezoidi (aquiloni) diversi)
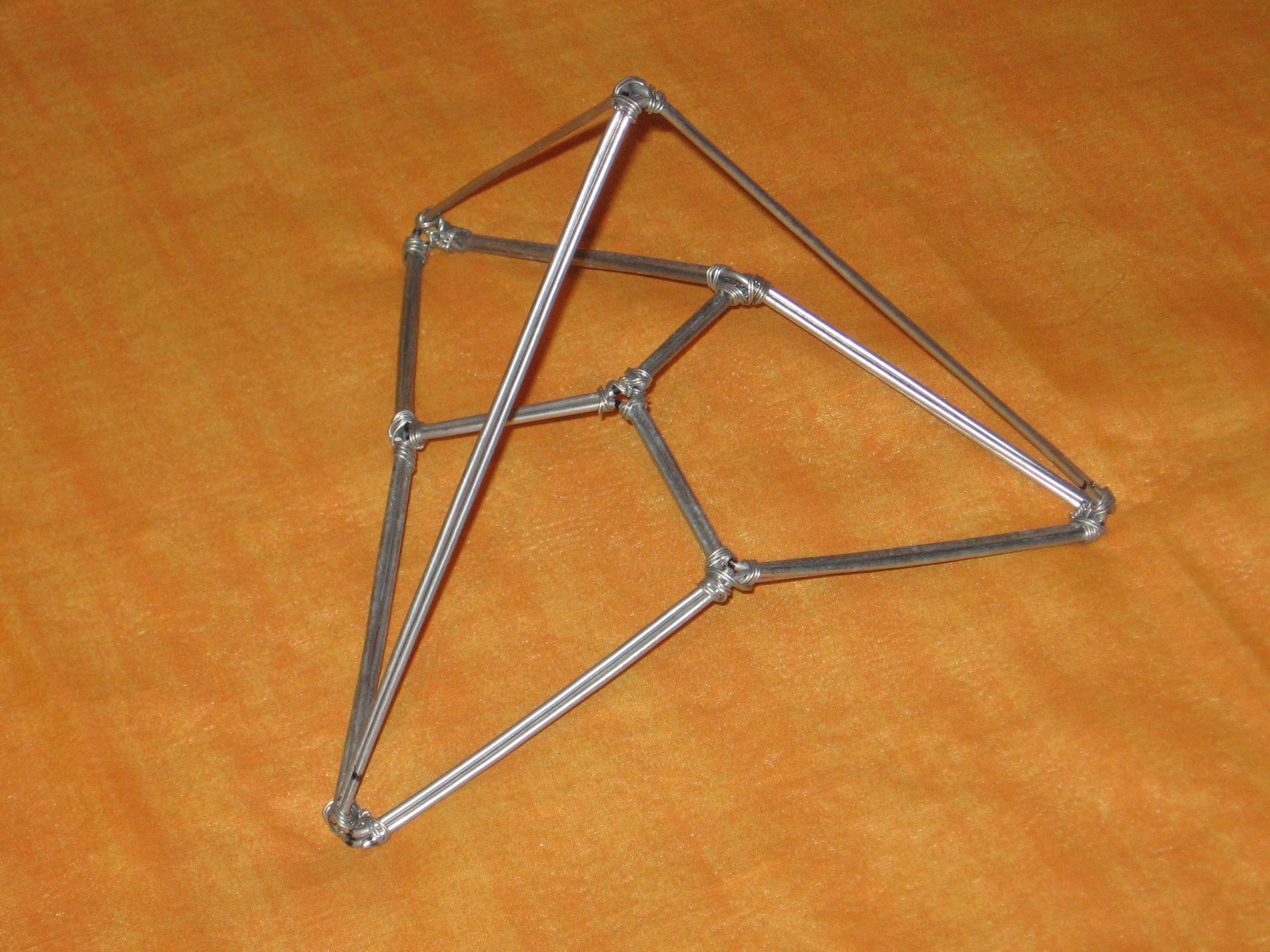
Esaedro concavo trapezoidale sghembo (6 trapezoidi diversi, di cui tre aquiloni e tre frecce)
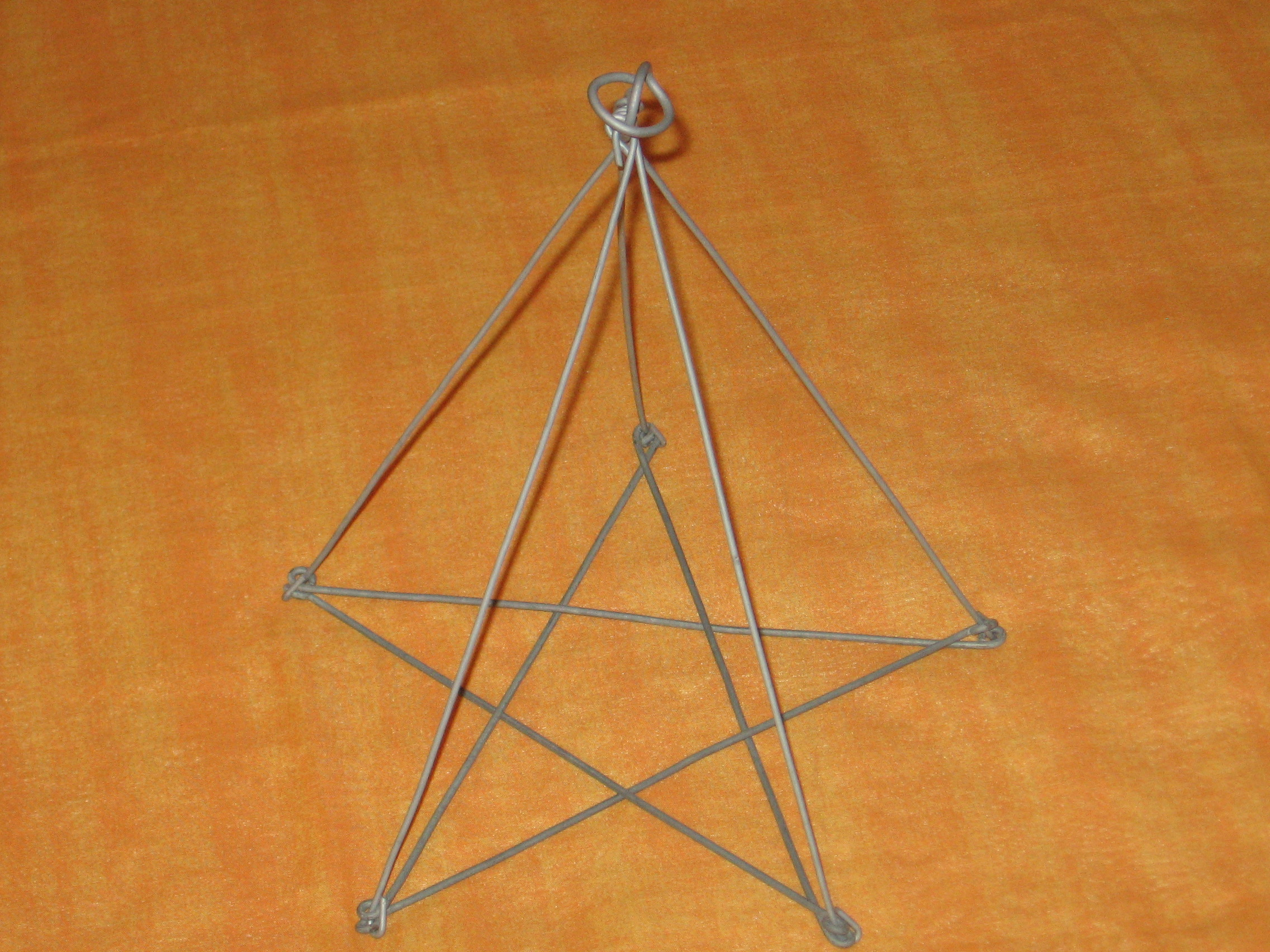
Esaedro stellato piramidale = Piramide pentagrammica (1 pentagramma e 5 triangoli isosceli)